# La barca i els banyistes
La barca i els banyistes (La Barque et les Baigneurs) és un oli sobre tela de 30 × 125 cm pintat per Paul Cézanne vers l'any 1890 i dipositat al Museu de l'Orangerie de París.

## Context històric i artístic
Aquest plafó és fruit d'una comanda de Victor Chocquet, el col·leccionista prou conegut dels impressionistes que fou també un dels primers defensors de Cézanne. L'obra estava destinada a decorar la tarja d'una porta a l'apartament que Chocquet tenia a París, acompanyada del seu parió, l'obra titulada L'estany del paó. En morir Chocquet l'any 1891, les dues obres encara no estaven acabades. Finalment, passaren a la venda dins de la col·lecció de la vídua, l'any 1899, amb els títols de Nimfes a la vora del mar i La font.
Aquest plafó fou tallat en tres parts després del 1936, data en què figurava encara al catàleg de Venturi. Les dues parts laterals, que representen banyistes, homes en un cas, dones en l'altre, van ingressar al Museu de l'Orangerie amb la col·lecció Walter-Guillaume, amb el títol comú de Nimfes a la vora del mar. La part central, on apareix una barca, fou adquirida pel Museu de l'Orangerie l'any 1973. L'obra reconstituïda recuperà el seu títol original.

## Descripció
L'obra presenta diverses figures de perfil el·líptic, la mateixa postura que retrobem en les tres composicions de les Grans banyistes pintades per Cézanne deu anys més tard, especialment les figures estirades de boca terrosa i la que avança, a l'esquerra, acostant-se al grup. Els banyistes s'estenen al llarg de totes dues ribes del riu deixant l'espai central de la composició a l'aigua i el cel, expressant així l'harmonia que hi ha entre l'ésser humà i la natura. Hi ha una petita embarcació amarrada a l'esquerra i una altra més gran al centre de la composició. Ací, igual que en les composicions esmentades de les Grans banyistes, una llum blavosa impregna el paisatge i cobreix les figures.